# Maria Theresia Félicia van Modena
Maria Theresia Félicia d'Este (Emilia-Romagna, 6 oktober 1726 - Rambouillet, 30 april 1754), was een prinses van Modena en Reggio. Door haar huwelijk met hertog Lodewijk Jan Maria van Bourbon werd ze de hertogin van Penthièvre. Ze was de grootmoeder van de latere koning Lodewijk Filips I van Frankrijk.

## Biografie

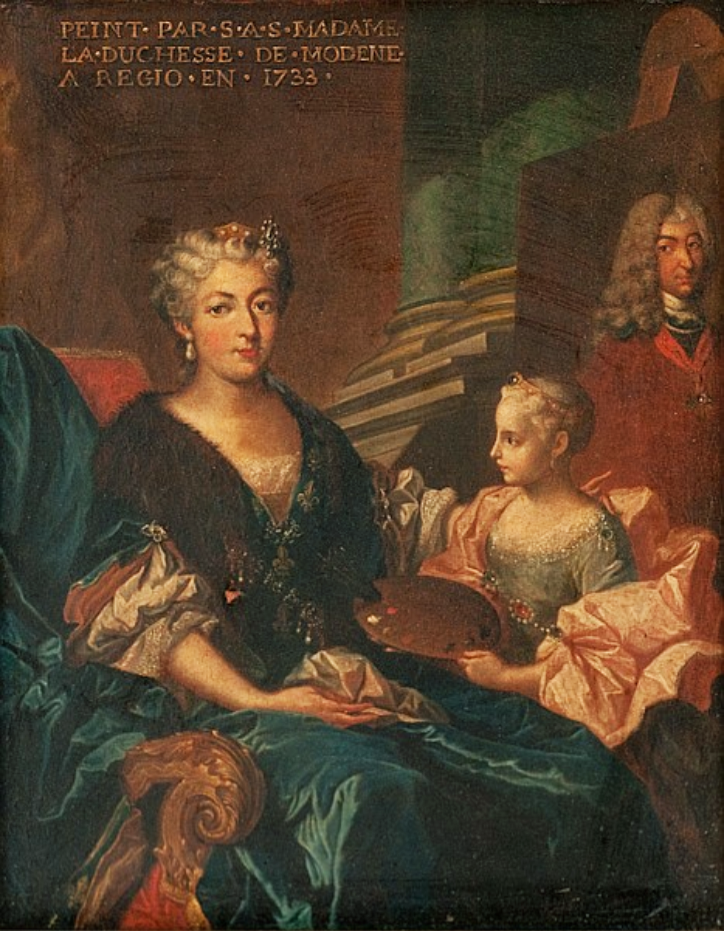
Maria Theresia met haar moeder.

### Jeugd
Maria Theresia Félicia van Moden werd geboren op 6 oktober 1726 te Emilia-Romagna, dat in die tijd in het Hertogdom Modena en Reggio lag. Ze was de oudste dochter van hertog Francesco III d'Este en hertogin Charlotte Aglaë van Orléans. Haar grootvader aan vaderskant was hertog Rinaldo III d'Este. Haar grootouders aan moederskant waren hertog Filips II van Orléans en hertogin Françoise Marie van Bourbon. Françoise Marie was een onwettige dochter van koning Lodewijk XIV van Frankrijk en diens beroemde maîtresse Madame de Montespan. Maria Theresia had nog acht broers en zussen. Tijdgenoten beschreven de blonde prinses niet als een schoonheid, maar als lang en met een mooie teint. Het huwelijk van haar ouders was echter niet gelukkig. Na de geboorte van haar jongste zusje, Maria Elisabeth, keerde haar moeder terug naar Frankrijk. Daar nam ze, met toestemming van koning Lodewijk XV van Frankrijk, haar intrek in het Palais du Luxembourg te Parijs.

### Huwelijk
Terwijl haar moeder in Parijs was, werd er een huwelijk besproken tussen haar en haar negentienjarige neef, hertog Lodewijk Jan Maria van Bourbon. Haar moeder arrangeerde ook het huwelijk van Maria Theresia's jongere zus, Maria Fortunata, met prins Lodewijk Frans II van Bourbon-Conti. Maria Theresia was een nichtje van haar echtgenoot. Dit kwam doordat haar grootmoeder, Françoise Marie van Bourbon en Lodewijks vader, Lodewijk Alexander van Bourbon broer en zus waren. De hertog had na de dood van zijn vader in 1737 diens grote fortuin geërfd.
Het huwelijk tussen de twee vond plaats op 29 december 1744 in het Kasteel van Versailles in aanwezigheid van de koning, leden van de koninklijke familie en het hof in 1744. Het jong getrouwde koppel nam hun intrek in een van de appartementen van het Kasteel van Versailles. Deze appartementen waren eerst in het bezit van de grootmoeder van Lodewijk Jan, Madame de Montespan. Deze ruimtes werden gebruikt door de hertog en diens familie tot de regering van koning Lodewijk XVI van Frankrijk. Toen hij de troon besteeg werden de appartementen aan diens tantes gegeven, de ongehuwde dochter van koning Lodewijk XV. Toen Maria Theresia in Frankrijk aankwam veranderde ze haar naam in het Frans klinkende: Marie Thérèse Félicité. Volgens tijdgenoten was het huwelijk tussen de hertog en de hertogin zeer goed en gelukkig. Ze werd na haar huwelijk beter bekend als Madame la duchesse de Penthièvre. 
Het koppel kreeg zeven kinderen, maar er waren slechts twee die hun jeugd overleefden. De gevolgen van de bloedverwantschap werden genegeerd:
- Lodewijk Marie van Bourbon (1746-1749), de hertog van Rambouillet;
- Lodewijk Alexander (1747-1768), was de prins van Lamballe en huwde met Maria Louise van Savoye, oftewel Mademoiselle de Carigan. Zijn vrouw werd een zeer goede vriendin van koningin Marie Antoinette van Oostenrijk. Hij stierf zeer onverwacht op twintigjarige leeftijd aan een geslachtsziekte. In tegenstelling tot zijn wijze vader was hij losbandig.
- Jan Marie van Bourbon (1748-1755), hertog van Châteauvillain;
- Vincent Marie Lodewijk van Bourbon (1750-1752), graaf van Guingamp;
- Marie Louise van Bourbon, Mademoiselle de Penthièvre (1751-1753)
- Louise Marie Adélaïde van Bourbon, Mademoiselle de Penthièvre (1753-1821), huwde met hertog Lodewijk Filips van Orléans, Philippe Égalité. Hierdoor werd ze de moeder van de latere koning Lodewijk Filips I van Frankrijk. Het echtpaar scheidde in 1790.

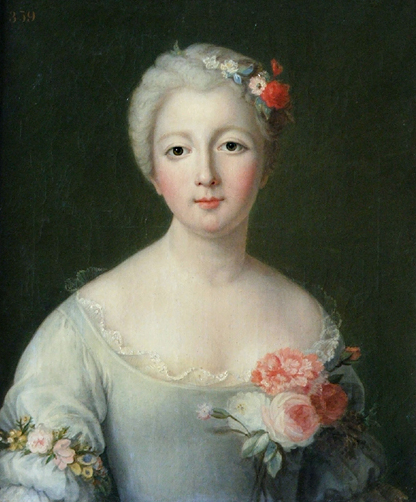
Prinses Maria Theresia van Modena.

- Lodewijk Marie van Bourbon (1754)

### Overlijden
In februari 1754 kreeg Marie Thérèse tijdens haar zevende zwangerschap een longontsteking, en haar toestand verslechterde zienderogen. Eind april werd haar zoon, Lodewijk Marie, te vroeg geboren, en de hertogin stierf slechts twaalf uur na de bevalling, om 2 uur 's nachts op 30 april in het Kasteel van Rambouillet, op slechts 27-jarige leeftijd. Ze werd samen met het lichaam van haar jongste zoon, die slechts één dag na zijn geboorte stierf, op 2 mei naar Rambouillet gebracht waar ze de volgende dag in de kerk werd begraven, samen met haar andere kinderen. Na de Bourbon Restauratie in 1814 werden haar resten door haar dochter naar de Chapelle Royale te Dreux overgebracht. Haar man was zeer geraakt door het verlies van zijn geliefde; het schokte hem dusdanig dat hij niet meer hertrouwde. Hierdoor sloeg hij ook het aanbod van zijn schoonmoeder af om te trouwen met de jongere zus van Marie Thérèse, Matilde. 

## Voorouders
| Voorouders van Maria Theresia Félicia van Modena | Voorouders van Maria Theresia Félicia van Modena                                | Voorouders van Maria Theresia Félicia van Modena                                | Voorouders van Maria Theresia Félicia van Modena                                    | Voorouders van Maria Theresia Félicia van Modena                                    | Voorouders van Maria Theresia Félicia van Modena                                | Voorouders van Maria Theresia Félicia van Modena                                | Voorouders van Maria Theresia Félicia van Modena                                | Voorouders van Maria Theresia Félicia van Modena                                |
| ------------------------------------------------ | ------------------------------------------------------------------------------- | ------------------------------------------------------------------------------- | ----------------------------------------------------------------------------------- | ----------------------------------------------------------------------------------- | ------------------------------------------------------------------------------- | ------------------------------------------------------------------------------- | ------------------------------------------------------------------------------- | ------------------------------------------------------------------------------- |
| Overgrootouders                                  | Francesco I d'Este (1610-1658) ∞ Lucrezia Barberini (1628-1699)                 | Francesco I d'Este (1610-1658) ∞ Lucrezia Barberini (1628-1699)                 | Johan Frederik van Brunswijk-Lüneburg (1625-1679) ∞ Benedicta Henriette (1652-1730) | Johan Frederik van Brunswijk-Lüneburg (1625-1679) ∞ Benedicta Henriette (1652-1730) | Filips van Orléans (1640-1701) ∞ Elisabeth Charlotte van de Palts (1652-1722)   | Filips van Orléans (1640-1701) ∞ Elisabeth Charlotte van de Palts (1652-1722)   | Lodewijk XIV van Frankrijk (1638-1715) ∞ Madame de Montespan (1640-1707)        | Lodewijk XIV van Frankrijk (1638-1715) ∞ Madame de Montespan (1640-1707)        |
| Grootouders                                      | Rinaldo III d'Este (1655-1737) ∞ Charlotte Felicity (1671-1710)                 | Rinaldo III d'Este (1655-1737) ∞ Charlotte Felicity (1671-1710)                 | Rinaldo III d'Este (1655-1737) ∞ Charlotte Felicity (1671-1710)                     | Rinaldo III d'Este (1655-1737) ∞ Charlotte Felicity (1671-1710)                     | Filips van Orléans (1674-1723) ∞ Françoise Marie van Bourbon (1677-1749)        | Filips van Orléans (1674-1723) ∞ Françoise Marie van Bourbon (1677-1749)        | Filips van Orléans (1674-1723) ∞ Françoise Marie van Bourbon (1677-1749)        | Filips van Orléans (1674-1723) ∞ Françoise Marie van Bourbon (1677-1749)        |
| Ouders                                           | Francesco III d'Este (1698-1780) ∞ 1721 Charlotte Aglaë van Orléans (1700-1761) | Francesco III d'Este (1698-1780) ∞ 1721 Charlotte Aglaë van Orléans (1700-1761) | Francesco III d'Este (1698-1780) ∞ 1721 Charlotte Aglaë van Orléans (1700-1761)     | Francesco III d'Este (1698-1780) ∞ 1721 Charlotte Aglaë van Orléans (1700-1761)     | Francesco III d'Este (1698-1780) ∞ 1721 Charlotte Aglaë van Orléans (1700-1761) | Francesco III d'Este (1698-1780) ∞ 1721 Charlotte Aglaë van Orléans (1700-1761) | Francesco III d'Este (1698-1780) ∞ 1721 Charlotte Aglaë van Orléans (1700-1761) | Francesco III d'Este (1698-1780) ∞ 1721 Charlotte Aglaë van Orléans (1700-1761) |
| Maria Theresia Félicia van Modena (1726-1754)    |                                                                                 |                                                                                 |                                                                                     |                                                                                     |                                                                                 |                                                                                 |                                                                                 |                                                                                 |